# Scriptoplusia hokowensis
Scriptoplusia hokowensis är en fjärilsart som beskrevs av Chou och Lu 1979. Scriptoplusia hokowensis ingår i släktet Scriptoplusia och familjen nattflyn. Inga underarter finns listade.